# Mareșal al Palatului Regal
Mareșal al Palatului Regal, numit uneori „Mareșal al Curții Regale”, este o funcție în cadrul Casei Majestății Sale, Regele României. Ea provine din tradiția franceză, fiind inspirată după funcția de "Mare Mareșal al Palatului Imperial" din vremea Primului Imperiu Francez.
Funcția de Mareșal al Palatului, o funcție civilă, nu trebuie confundată cu gradul militar de mareșal. În vremurile vechi, „Mareșalul Palatului” era persoana care se ocupa de caii și de trăsurile Regelui, un fel de administrator al grajdurilor sau al „garajului” regal. În perioada modernă, Mareșalul Palatului este administratorul reședințelor regale (Palatul Regal din Calea Victoriei și alte reședințe). Atribuțiile sale țin de ordonarea cheltuielilor Palatului (hrană, iluminare, încălzire, cheltuielile generate de servitori, administrarea vehiculelor folosite de Suveran), cât și de asigurarea securității și supravegherea reședințelor regale.
În funcție de perioada istorică, Mareșalul Palatului Regal este sau nu una și aceeași persoană cu administratorul Domeniilor Coroanei (Coroana României este o instituție distinctă de persoana regelui).

## Lista Mareșalilor Palatului Regal din România[1]
- George Filipescu (1866-1873; Mare Mareșal în 1900-1902)
- Theodor C. Văcărescu (1873-1882)
- Victor Crețeanu (1882-1885)
- Constantin Barozzi (1885-1892)
- Matei Vlădescu (1893-1899)
- Mihail Priboianu (1900-1906)
- Leon Mavrocordat (1906-1915)
- Henri Catargi (1915-1920)
- Paul Angelescu (1920-1927)
- Nicolae Condeescu (1927-1930)
- Constantin Ilasievici (1930-1936)
- Ernest Ballif (1936-1937)
- Ernest Urdărianu (3.III — 4.IX.1937)
- Constantin de Flondor (1937-1940)
- Anton Mocioni (interimar, 11-23 septembrie 1940)
- Col. Mihail Rîmniceanu (24.IX.1940[2] — 17.I.1941)
- Col. Socrate Mardare (25.I.1941 — 28.II.1942)
- Teodor G. Rosetti-Solescu (1.III.1942[3] — 10.VIII.1942, demisie)
- Ioan de Mocsonyi-Styrcea (11.VIII.1942[4] — 31.III.1944)
- Gen. Constantin Sănătescu (1.IV.1944[5] — 23.VIII.1944)
- Ioan de Mocsonyi-Styrcea (23.VIII.1944[6] — 3.XI.1944, demisie)
- Dimitrie Negel (4.XI.1944[7] — 30.XII.1947, desființare post)